# Vẻ đẹp vượt Thời gian 2018
Vẻ đẹp vượt Thời gian 2018 là giải thưởng Vẻ đẹp vượt Thời gian do chuyên trang sắc đẹp Missosology bình chọn lần thứ 8 đuợc tổ chức. Người chiến thắng cuộc thi thuộc về H'Hen Niê đến từ Việt Nam.

## Kết quả

### Thứ hạng
| Kết quả                    | Thí sinh |
| -------------------------- | --- |
| Vẻ đẹp vượt Thời gian 2018 | - Việt Nam - H'Hen Niê |
| Á hậu 1                    | - Venezuela - Mariem Velazco |
| Á hậu 2                    | - Nam Phi - Tamaryn Green |
| Á hậu 3                    | - Bồ Đào Nha - Telma Madeira |
| Á hậu 4                    | - Philippines - Ma Ahtisa Manalo |
| Top 10                     | - Mexico - Vanessa Ponce - Việt Nam - Nguyễn Phương Khánh - Venezuela - Nariman Battikha - Nepal - Shrinkhala Khatiwada - Ba Lan - Marta Pałucka |
| Top 25                     | - Canada - Marta Stępień - Puerto Rico - Kiara Ortega - Chile - Anahi Hormazabal - Ba Lan - Magdalena Bieńkowska - Việt Nam - Nguyễn Minh Tú - Colombia - Valeria Ayos - Mexico - Melissa Flores - Uganda - Quiin Abenakyo - Romania - Bianca Tirsin - Nam Phi - Reabetswe Sechoaro - Thái Lan - Nicolene Pichapa Limsnukan - Hoa Kỳ - Katrina Jayne Dimaranan - Brazil - Bárbara Reis - Curacao - Akisha Albert - Pháp - Maëva Coucke |

### Bảng điểm chính thức
| Quốc gia/Lãnh thổ | Vẻ đẹp và sức hấp dẫn vượt thời gian | Sức hút trình diễn | Tác động toàn cầu | ĐIỂM TRUNG BÌNH |
| ----------------- | ------------------------------------ | ------------------ | ----------------- | --------------- |
| Việt Nam          | 4.318                                | 4.636              | 4.773             | 4.576           |
| Venezuela         | 4.445                                | 4.591              | 4.318             | 4.445           |
| Nam Phi           | 4.227                                | 4.409              | 4.455             | 4.364           |
| Thổ Nhĩ Kì        | 4.445                                | 4.136              | 4.000             | 4.197           |
| Philippines       | 4.136                                | 4.045              | 4.045             | 4.076           |
| Mexico            | 3.818                                | 4.273              | 4.091             | 4.061           |
| Việt Nam          | 4.000                                | 4.091              | 4.045             | 4.045           |
| Venezuela         | 4.000                                | 4.000              | 3.909             | 3.970           |
| Nepal             | 3.727                                | 4.000              | 4.136             | 3.955           |
| Ba Lan            | 3.864                                | 3.636              | 3.773             | 3.758           |
| Canada            |                                      |                    |                   | 3.864           |
| Puerto Rico       |                                      |                    |                   | 3.827           |
| Chile             |                                      |                    |                   | 3.827           |
| Ba Lan            |                                      |                    |                   | 3.818           |
| Việt Nam          |                                      |                    |                   | 3.718           |
| Colombia          |                                      |                    |                   | 3.682           |
| Mexico            |                                      |                    |                   | 3.664           |
| Uganda            |                                      |                    |                   | 3.655           |
| Romania           |                                      |                    |                   | 3.609           |
| Nam Phi           |                                      |                    |                   | 3.609           |
| Thái Lan          |                                      |                    |                   | 3.482           |
| Hoa Kỳ            |                                      |                    |                   | 3.473           |
| Brazil            |                                      |                    |                   | 3.473           |
| Curacao           |                                      |                    |                   | 3.418           |
| Pháp              |                                      |                    |                   | 3.391           |

Chú thích
     Vẻ đẹp vượt Thời gian 2018
     Á hậu 1
     Á hậu 2
     Á hậu 3
     Á hậu 4
     Top 10
     Top 25

## Ban giám khảo

### Vòng bán kết
Trong vòng bán kết gồm 8 vị ban giám khảo, trong đó có hệ thống Fan-vote:
- Ric Galvez
- Drew Francisco
- Bong Tan
- Shota Ise
- Ameer Gamama
- Mario Angelo Bergantinos
- Jessie Ambrosio
- Hệ thống Fan-vote

## Thí sinh tham gia
Cuộc thi tổng cộng có 112 thí sinh tham gia:
| Danh hiệu quốc gia                      | Thí sinh                     |
| --------------------------------------- | ---------------------------- |
| Hoa hậu Trái Đất Áo                     | Melanie Mader                |
| Hoa hậu Trái Đất Brazil                 | Sayonara Veras               |
| Hoa hậu Trái Đất Chile                  | Antonia Figueroa             |
| Hoa hậu Trái Đất Colombia               | Valeria Ayos                 |
| Hoa hậu Trái Đất Ghana                  | Belvy Naa                    |
| Hoa hậu Trái Đất Ý                      | Sofia Pavan                  |
| Hoa hậu Trái Đất Nhật Bản               | Mio Tanaka                   |
| Hoa hậu Trái Đất Mexico                 | Melissa Flores               |
| Hoa hậu Trái Đất Montenegro             | Katarina Seckovic            |
| Hoa hậu Trái Đất Nepal                  | Priya Sigdel                 |
| Hoa hậu Trái Đất Hà Lan                 | Margaretha de Jong           |
| Hoa hậu Trái Đất Nigeria                | Maristella Okpala            |
| Hoa hậu Trái Đất Philippines            | Celeste Cortesi              |
| Hoa hậu Trái Đất Thổ Nhĩ Kì             | Telma Madeira                |
| Hoa hậu Trái Đất Romania                | Denisse Andor                |
| Hoa hậu Trái Đất Slovenia               | Danijela Burjan              |
| Hoa hậu Trái Đất Nam Phi                | Margo Fargo                  |
| Hoa hậu Trái Đất Venezuela              | Diana Silva                  |
| Hoa hậu Trái Đất Việt Nam               | Nguyễn Phương Khánh          |
| Hoa hậu Quốc tế Úc                      | Emily Tokić                  |
| Hoa hậu Quốc tế Colombia                | Anabella Castro              |
| Hoa hậu Quốc tế Ecuador                 | Michelle Huet                |
| Hoa hậu Quốc tế Indonesia               | Vania Herlambang             |
| Hoa hậu Quốc tế Nhật Bản                | Hinano Sugimoto              |
| Hoa hậu Quốc tế Madagascar              | Esmeralda Malleka            |
| Hoa hậu Quốc tế Mexico                  | Nebai Torres                 |
| Hoa hậu Quốc tế Paraguay                | Daisy Lezcano                |
| Hoa hậu Quốc tế Philippines             | Maria Ahtisa Manalo          |
| Hoa hậu Quốc tế Ba Lan                  | Marta Pałucka                |
| Hoa hậu Quốc tế Romania                 | Bianca Tirsin                |
| Hoa hậu Quốc tế Nam Phi                 | Reabetswe Sechoaro           |
| Hoa hậu Quốc tế Tây Ban Nha             | Susana Sanchez               |
| Hoa hậu Quốc tế Thái Lan                | Keeratiga Jaruratjamon       |
| Hoa hậu Quốc tế Ukraine                 | Bohdana Tarasyk              |
| Hoa hậu Quốc tế Venezuela               | Mariem Velazco               |
| Hoa hậu Siêu quốc gia Úc                | Maddison-Clare Sloane        |
| Hoa hậu Siêu quốc gia Belarus           | Margarita Martynova          |
| Hoa hậu Siêu quốc gia Brazil            | Bárbara Reis                 |
| Hoa hậu Siêu quốc gia Colombia          | Miriam Isabel Carranza       |
| Hoa hậu Siêu quốc gia Đan Mạch          | Celina West Riel             |
| Hoa hậu Siêu quốc gia Equatorial Guinea | María Lucrecia Nve Maleva    |
| Hoa hậu Siêu quốc gia Ấn Độ             | Aditi Hundia                 |
| Hoa hậu Siêu quốc gia Indonesia         | Wilda Octaviana Situngkir    |
| Hoa hậu Siêu quốc gia Malaysia          | Sanjna Suri                  |
| Hoa hậu Siêu quốc gia Mauritius         | Marie Anoushka Ah Keng       |
| Hoa hậu Siêu quốc gia Mexico            | Diana Romero                 |
| Hoa hậu Siêu quốc gia Myanmar           | Shwe Eain Si                 |
| Hoa hậu Siêu quốc gia Hà Lan            | Kelly van den Dungen         |
| Hoa hậu Siêu quốc gia Nigeria           | Daniella Orumwense           |
| Hoa hậu Siêu quốc gia Pakistan          | Anzhelika Rublevska Tahir    |
| Hoa hậu Siêu quốc gia Paraguay          | Ana Paula Céspedes           |
| Hoa hậu Siêu quốc gia Philippines       | Jehza Mae Huelar             |
| Hoa hậu Siêu quốc gia Ba Lan            | Magdalena Bieńkowska         |
| Hoa hậu Siêu quốc gia Puerto Rico       | Valerie Vásquez Latorre      |
| Hoa hậu Siêu quốc gia Romania           | Andreea Maria Coman          |
| Hoa hậu Siêu quốc gia Nga               | Guzaliya Damirovna Izmailova |
| Hoa hậu Siêu quốc gia Slovak Republic   | Katarína Očovanová           |
| Hoa hậu Siêu quốc gia Ukraine           | Snizhana Romanivna Tanchuk   |
| Hoa hậu Siêu quốc gia Hoa Kỳ            | Katrina Jayne Dimaranan      |
| Hoa hậu Siêu quốc gia Venezuela         | Nariman Battikha             |
| Hoa hậu Siêu quốc gia Việt Nam          | Minh Tú                      |
| Hoa hậu Hoàn vũ Úc                      | Francesca Hung               |
| Hoa hậu Hoàn vũ Bỉ                      | Zoé Brunet                   |
| Hoa hậu Hoàn vũ Brazil                  | Mayra Dias                   |
| Hoa hậu Hoàn vũ Canada                  | Marta Stępień                |
| Hoa hậu Hoàn vũ Colombia                | Valeria Morales              |
| Hoa hậu Hoàn vũ Costa Rica              | Natalia Carvajal             |
| Hoa hậu Hoàn vũ Curacao                 | Akisha Albert                |
| Hoa hậu Hoàn vũ Great Britain           | Dee-Ann Kentish-Rogers       |
| Hoa hậu Hoàn vũ Hungary                 | Enikő Kecskès                |
| Hoa hậu Hoàn vũ Indonesia               | Sonia Fergina Citra          |
| Hoa hậu Hoàn vũ Ireland                 | Grainne Gallanagh            |
| Hoa hậu Hoàn vũ Jamaica                 | Emily Maddison               |
| Hoa hậu Hoàn vũ Nepal                   | Manita Devkota               |
| Hoa hậu Hoàn vũ Ba Lan                  | Magdalena Swat               |
| Hoa hậu Hoàn vũ Puerto Rico             | Kiara Ortega                 |
| Hoa hậu Hoàn vũ Nam Phi                 | Tamaryn Green                |
| Hoa hậu Hoàn vũ Thái Lan                | Sophida Kanchanarin          |
| Hoa hậu Hoàn vũ Hoa Kỳ                  | Sarah Rose Summers           |
| Hoa hậu Hoàn vũ Venezuela               | Sthefany Gutiérrez           |
| Hoa hậu Hoàn vũ Việt Nam                | H'Hen Niê                    |
| Hoa hậu Thế giới Bangladesh             | Jannatul Ferdous             |
| Hoa hậu Thế giới Barbados               | Ashley Lashley               |
| Hoa hậu Thế giới Belarus                | Maria Vasilevich             |
| Hoa hậu Thế giới Bỉ                     | Angeline Flor Pua            |
| Hoa hậu Thế giới Chile                  | Anahi Hormazabal             |
| Hoa hậu Thế giới Trung Quốc             | Mao Peirui                   |
| Hoa hậu Thế giới Cook Islands           | Reihana Koteka-Wiki          |
| Hoa hậu Thế giới Pháp                   | Maëva Coucke                 |
| Hoa hậu Thế giới Ấn Độ                  | Anukreethy Vas               |
| Hoa hậu Thế giới Indonesia              | Alya Nurshabrina             |
| Hoa hậu Thế giới Jamaica                | Kadijah Robinson             |
| Hoa hậu Thế giới Nhật Bản               | Kanako Date                  |
| Hoa hậu Thế giới Malaysia               | Larissa Ping                 |
| Hoa hậu Thế giới Martinique             | Larissa Segarel              |
| Hoa hậu Thế giới Mauritius              | Murielle Ravina              |
| Hoa hậu Thế giới Mexico                 | Vanessa Ponce                |
| Hoa hậu Thế giới Nepal                  | Shrinkhala Khatiwada         |
| Hoa hậu Thế giới New Zealand            | Jessica Tyson                |
| Hoa hậu Thế giới Nigeria                | Anita Ukah                   |
| Hoa hậu Thế giới Nam Ireland            | Katharine Walker             |
| Hoa hậu Thế giới Panama                 | Solaris Barba                |
| Hoa hậu Thế giới Philippines            | Katarina Rodriguez           |
| Hoa hậu Thế giới Nga                    | Natalya Stroeva              |
| Hoa hậu Thế giới Scotland               | Linzi McLelland              |
| Hoa hậu Thế giới Singapore              | Vanessa Peh                  |
| Hoa hậu Thế giới Nam Phi                | Thulisa Keyi                 |
| Hoa hậu Thế giới Thái Lan               | Nicolene Pichapa Limsnukan   |
| Hoa hậu Thế giới Uganda                 | Quiin Abenakyo               |
| Hoa hậu Thế giới Hoa Kỳ                 | Marisa Butler                |
| Hoa hậu Thế giới Venezuela              | Veruska Ljubisavljević       |
| Hoa hậu Thế giới Việt Nam               | Trần Tiểu Vy                 |